# Салливан (округ, Теннесси)
Округ Салливан (англ. Sullivan County) располагается в штате Теннесси, США. Официально образован в 1779 году. По состоянию на 2010 год, численность населения составляла 156 823 человека.

## География
По данным Бюро переписи США, общая площадь округа равняется 1113,701 км2, из которых 1069,671 км2 — суша, и 17,000 км2, или 3,880 % — это водоёмы.

## Население
По данным переписи населения 2000 года в округе проживает 153 048 жителей в составе 63 556 домашних хозяйств и 44 806 семей. Плотность населения составляет 143,00 человек на км2. На территории округа насчитывается 69 052 жилых строений, при плотности застройки около 65,00-ти строений на км2. Расовый состав населения: белые — 96,55 %, афроамериканцы — 1,89 %, коренные американцы (индейцы) — 0,22 %, азиаты — 0,43 %, гавайцы — 0,01 %, представители других рас — 0,21 %, представители двух или более рас — 0,69 %. Испаноязычные составляли 0,71 % населения независимо от расы.
В составе 28,40 % из общего числа домашних хозяйств проживают дети в возрасте до 18 лет, 57,10 % домашних хозяйств представляют собой супружеские пары, проживающие вместе, 10,20 % домашних хозяйств представляют собой одиноких женщин без супруга, 29,50 % домашних хозяйств не имеют отношения к семьям, 26,40 % домашних хозяйств состоят из одного человека, 11,10 % домашних хозяйств состоят из престарелых (65 лет и старше), проживающих в одиночестве. Средний размер домашнего хозяйства составляет 2,36 человека, и средний размер семьи — 2,84 человека.
Возрастной состав округа: 21,80 % — моложе 18 лет, 7,30 % — от 18 до 24, 28,40 % — от 25 до 44, 26,50 % — от 45 до 64, и 26,50 % — от 65 и старше. Средний возраст жителя округа — 40 лет. На каждые 100 женщин приходится 93,30 мужчин. На каждые 100 женщин старше 18 лет приходится 90,20 мужчин.
Средний доход на домохозяйство в округе составлял 33 529 USD, на семью — 41 025 USD. Среднестатистический заработок мужчины был 31 204 USD против 21 653 USD для женщины. Доход на душу населения составлял 19 202 USD. Около 9,70 % семей и 12,90 % общего населения находились ниже черты бедности, в том числе — 17,10 % молодежи (тех, кому ещё не исполнилось 18 лет) и 11,90 % тех, кому было уже больше 65 лет.